# 平野隆
平野 隆（ひらの たかし）はTBSテレビ エキスパート職（役員待遇）、TBSスパークルエンタテインメント本部ドラマ映画部エグゼクティブクリエイター、映画プロデューサー、映画監督である。

## 来歴
大分県竹田市出身。大分県立大分上野丘高等学校、一橋大学卒業後、1991年TBS入社。同期にはアナウンサーの安東弘樹（現在はフリー）、秋沢淳子が、他職では武田一顯（TBSラジオ国会担当記者）、竹内明（報道局記者・キャスター）、大久保竜（制作局プロデューサー）らがいて、TBSが1991年9月までおよそ30年使用していた筆記体ロゴ時代最後の入社組である。
4年間テレビドラマ制作現場を経験する。その後、1996年に事業局映像事業センター映像事業への異動により映画製作に携わるようになる。上司である濱名一哉の指導のもと、製作を学び、2人で映画事業部の基礎を築く。映画事業部次長、映画事業部担当部長・企画統括、映画・アニメ事業部エキスパート職（部長待遇）、エキスパート職（局次長待遇）、エキスパート職（局長待遇）を経て2022年7月1日付で現職。

## 主な作品

### プロデューサー
- 虹をつかむ男 南国奮斗篇（1997年、山田洋次監督）[4]
- アンドロメディア（1997年、三池崇史監督）[4]　※脚本としても参加[要出典]
- ウルトラマンティガ・ダイナ&ガイア 超時空の大決戦（1999年、小中和哉監督）[4]
- ドリームメーカー（1999年、菅原浩志監督）[5]
- ウルトラマンティガ THE FINAL ODYSSEY（2000年、村石宏實監督）
- ダブルス（2001年、井坂聡監督）[4]
- 害虫（2002年、塩田明彦監督、2001年ヴェネツィア国際映画祭現代部門正式出品）[4]
- DRIVE（2002年、SABU監督）[4]
- 黄泉がえり（2003年、塩田明彦監督）[4]
- MOON CHILD（2003年、瀬々敬久監督）[6]
- ドラゴンヘッド（2003年、飯田譲治監督、2003年度映像技術賞受賞）[4]
- 下妻物語（2004年、中島哲也監督）[4]
- この胸いっぱいの愛を（2005年、塩田明彦監督）[4]
- どろろ（2007年、塩田明彦監督、第40回シッチェス・カタロニア国際映画祭Orient Express部門（全アジア映画）最優秀賞受賞、2007年度映像技術賞受賞）[4]
- Life 天国で君に逢えたら（2007年、新城毅彦監督）[4]
- 憑神（2007年、降旗康男監督）[4]
- 感染列島（2009年、瀬々敬久監督）[4]
- 余命1ヶ月の花嫁（2009年、廣木隆一監督）[4]
- 雷桜（2010年、廣木隆一監督、第15回釜山国際映画祭オープンシネマ部門正式招待作品）[4]

### 企画プロデュース
- ゼブラーマン -ゼブラシティの逆襲-（2010年、三池崇史監督）[4]
- アントキノイノチ（2011年、瀬々敬久監督、第35回モントリオール世界映画祭イノベーションアワード受賞）[4]
- 今日、恋をはじめます（2012年、古澤健監督）[4]
- リアル〜完全なる首長竜の日〜（2013年、黒沢清監督、第66回ロカルノ国際映画祭　国際コンペティション部門正式出品）[4]
- 抱きしめたい -真実の物語-（2014年、塩田明彦監督）[4]
- 銀の匙 silver spoon（2014年、吉田恵輔監督）[4]
- 万能鑑定士Q -モナ・リザの瞳-（2014年、佐藤信介監督）[4]
- クローバー（2014年、古澤健監督）[4]
- 予告犯（2015年、中村義洋監督）[4]
- チア☆ダン〜女子高生がチアダンスで全米制覇しちゃったホントの話〜（2017年、河合勇人監督）[7]
- 忍びの国（2017年、中村義洋監督）[要出典]
- ジョジョの奇妙な冒険 ダイヤモンドは砕けない 第一章（2017年、三池崇史監督）[要出典]
- 青夏 きみに恋した30日（2018年、古澤健監督）[要出典]
- コーヒーが冷めないうちに（2018年、塚原あゆ子監督）[要出典]
- スマホを落としただけなのに（2018年、中田秀夫監督）[要出典]
- ニセコイ（2018年、河合勇人監督）[要出典]
- かぐや様は告らせたい～天才たちの恋愛頭脳戦～（2019年、河合勇人監督）
- スマホを落としただけなのに 囚われの殺人鬼（2020年、中田秀夫監督）
- 三島由紀夫vs東大全共闘 50年目の真実（2020年、豊島圭介監督）
- 糸（2020年、瀬々敬久監督）
- ヒノマルソウル〜舞台裏の英雄たち〜（2021年、飯塚健監督）
- かぐや様は告らせたい～天才たちの恋愛頭脳戦～ミニ（Amazon Prime Video、河合勇人監督）
- かぐや様は告らせたい～天才たちの恋愛頭脳戦～ファイナル（2021年8月20日公開、河合勇人監督）
- 老後の資金がありません!（2021年10月30日公開、前田哲監督）
- 私は白鳥（2021年11月公開、槇谷茂博監督）[4]
- ラーゲリより愛を込めて（2022年12月9日公開、瀬々敬久監督）
- 禁じられた遊び（2023年9月8日公開、中田秀夫監督）
- 少年と犬（2025年3月20日公開、瀬々敬久監督）
- ＃真相をお話しします(2025年4月25日公開、豊島圭介監督)

### エグゼクティブプロデューサー
- ゼブラーマン（2004年、三池崇史監督）[4]
- 娚の一生（2015年、廣木隆一監督）[4]
- 図書館戦争 -THE LAST MISSION-（2015年、佐藤信介監督）[4]
- 劇場版 MOZU（2015年、羽住英一郎監督）[4]
- エヴェレスト 神々の山嶺（2016年、平山秀幸監督）[4]
- 64-ロクヨン- 前編・後編（2016年、瀬々敬久監督）[4]
- 先生!、、、好きになってもいいですか?（2017年、三木孝浩監督）[要出典]
- 祈りの幕が下りる時（2018年、福澤克雄監督）[要出典]
- 映画ドライブヘッド～トミカハイパーレスキュー　機動救急警察～（2018年、加戸誉夫監督）[要出典]
- 七つの会議（2019年、福澤克雄監督）
- 劇場版　新幹線変形ロボ　シンカリオン　未来からきた神速のALFA-X（2019年、池添隆博監督）
- 99.9-刑事専門弁護士-THE MOVIE（2021年12月30日、木村ひさし監督）[8]
- 日向坂46ドキュメンタリー映画「希望と絶望 その涙を誰も知らない」（2022年、竹中優介監督）

### 製作総指揮
- 8年越しの花嫁 奇跡の実話（2017年、瀬々敬久監督）
- SKE48ドキュメンタリー映画「アイドル」（2018年、竹中優介・鈴木雅彦監督）
- 日向坂46ドキュメンタリー映画「3年目のデビュー」（2020年、竹中優介監督）

### 製作
- 樹海村（2021年、清水崇監督）

### 企画
- ドラマ特別企画　図書館戦争 BOOK OF MEMORIES（2015年、テレビドラマ）

### 共同プロデューサー
- 陰陽師（2001年、滝田洋二郎監督）[4]
- 陰陽師II（2003年、滝田洋二郎監督）[4]

### 協力プロデューサー
- チア☆ダン（2018年、テレビドラマ）

### 製作捕
- あずみ（2003年、北村龍平監督）[9]

### アソシエイトプロデューサー
- お日柄もよくご愁傷さま（1996年、和泉聖治監督）[要出典]
- 義務と演技（1997年、一倉治雄監督）[要出典]
- 大安に仏滅!?（1998年、和泉聖治監督）[10]

### 監督
- アンドロメディア プロローグ・テール（1997年）
- KAPPEI カッペイ（2022年）[11]
  - 第38回ブリュッセル国際ファンタスティック映画祭「Emerging Raven Award」部門・最優秀作品賞受賞
  - ファンタジア国際映画祭2022でニューフレッシュアワード最優秀作品賞受賞
  - シッチェス・カタロニア国際映画祭正式出品作品

### ディレクター
- クリスタリン-熊川哲也写真集

### 脚本
- アンドロメディア（1997年、三池崇史監督）キサラギクリオ名義[要出典]

### 原作
- 感染列島（2009年、瀬々敬久監督）[4]

### 原案
- 糸（2020年、瀬々敬久監督）

### 制作参加作品
- 日本沈没（2006年、樋口真嗣監督）[要出典]
- 映画 ビリギャル（2015年、土井裕泰監督）[要出典]